# Baggetorp (naturreservat)
Baggetorp är ett naturreservat i Lekebergs kommun i Örebro län.
Området är naturskyddat sedan 1996 och är 12 hektar stort. Reservatet utgörs av två delar, både bestående av barrskog.  Drivande för inrättande av reservatet var Dormens hembygdsförening som även gjort i ordningen en naturstig genom reservatet. 